# دينلسون كوستوديو ماتشادو
دينلسون كوستوديو ماتشادو (بالبرتغالية: Denílson Custódio Machado‏) (28 مارس 1943 - 1 أكتوبر 2024)، هو لاعب كرة قدم. لعب مع منتخب البرازيل لكرة القدم. سبق له أن لعب في كأس العالم لكرة القدم مع منتخب بلاده.

## روابط خارجية
- دينلسون كوستوديو ماتشادو على موقع الاتحاد الدولي (مؤرشف)  (الإنجليزية)
- دينلسون كوستوديو ماتشادو على موقع ناشيونال فوتبول تيمز (الإنجليزية)
- دينلسون كوستوديو ماتشادو على موقع Soccerway.com (الإنجليزية)
- دينلسون كوستوديو ماتشادو على موقع عالم كرة القدم.نت (الإنجليزية)